# 논증 이론
논증 이론 또는 결론이 논리적 추론을 통해 전제에 의해 어떻게 뒷받침되거나 훼손될 수 있는지에 대한 학제간 연구이다. 논리학, 변증법, 수사학의 역사적 기원을 지닌 논증 이론은 시민 토론, 대화, 대화 및 설득의 기술을 포함한다. 인공 및 실제 환경 모두에서 추론 규칙, 논리 및 절차 규칙을 연구한다.
논증에는 협력적인 의사 결정 절차와 관련된 심의 및 협상 과 같은 다양한 형태의 대화가 포함된다. 그것은 또한 상대에 대한 승리가 주요 목표인 사회적 논쟁의 한 분야인 에리스틱한 대화와 교육에 사용되는 교훈적인 대화를 포함한다. 이 규율은 또한 사람들이 자신의 불일치를 표현하고 합리적으로 해결하거나 적어도 관리할 수 있는 수단을 연구한다.
논증은 공개 토론, 과학 및 법률과 같은 일상적인 일이다. 법원에서 판사, 당사자 및 검사가 증거의 타당성을 제시하고 테스트한다. 또한 논증 학자들은 조직 행위자가 비합리적으로 내린 결정을 정당화하려고 시도하는 사후 합리화를 연구한다.